# Aptitude
aptitude – front-end do programu APT. Wyświetla on listę pakietów i pozwala użytkownikowi wybrać pakiety do zainstalowania lub usunięcia. aptitude został stworzony dla dystrybucji Debian GNU/Linux (pakiety DEB), ale został także przystosowany do współpracy z pakietami RPM. Aptitude używa interfejsu ncurses.

## Historia
Aptitude powstał w roku 1999. Oprócz niego istnieje też inny konsolowy front-end do APT – dselect, czyli program używany do instalacji Debiana od czasów powstania APT. Przez pewien czas pracowano także nad console-apt – programem, który miał być następcą dselecta. 
Pierwsza oficjalna wersja aptitude miała numer 0.0.1 i została wydana 18 listopada 1999. Była jednak bardzo ograniczona: można było przeglądać listę dostępnych pakietów, ale nie można było pobierać ani instalować.  Funkcje te, wraz z innymi ulepszeniami zostały dodane dopiero w wersji 0.0.4a. aptitude 0.0.4a został zawarty w Debianie 2.2 („potato”).
W roku 2000 cały interfejs użytkownika został przepisany, została stworzona nowa architektura programu oparta na bibliotece libsigc++ i pomysłach zaczerpniętych z GTK+ i Qt. Spowodowało to, że interfejs stał się bardziej podobny do interfejsu programów działających w trybie graficznym. Jedną z zaskakująco popularnych funkcji aptitude okazała się gra Saper, dodana właśnie w tym czasie. Pierwszą oficjalną wersją po przebudowie była wersja 0.2.0, a wersja 0.2.11.1 została wydana wraz z Debianem 3.0 („Woody”). W tym samym czasie projekt console-apt został porzucony i usunięty z repozytoriów.
W Debianie 3.1 („Sarge”) aptitude może być użyty w procesie instalacji. W Debianie 4.0 („Etch”) aptitude stało się głównym narzędziem instalacji pakietów, zalecanym przez twórców systemu, ze względu na ulepszony algorytm rozwiązywania konfliktów zależności pomiędzy pakietami.
11 października 2008 roku została wydana wersja 0.5 aptitude, w której kluczową zmianą było dodanie graficznego interfejsu użytkownika opartego na GTK+. Projekt frontendu był realizowany przez francuskiego studenta Obeya Arthur Liu w ramach programu Google Summer of Code.